# Eugenia Montero
Eugenia Montero Padilla (Madrid 1944), bailarina, escritora y periodista española, hija del escritor José Montero Alonso y sobrina del compositor José Padilla. Fue directora de la Casa-Museo de José Padilla en Madrid, embargada en 2011.
Se inició con catorce años en el ballet de Antonio  Frecuentó los tablaos madrileños y llegó a actuar en el Pueblo Español de Palma de Mallorca. De sus recitales individuales pueden citarse los del Círculo de Bellas Artes y la Escuela de Arte Dramático de Madrid (1961); el Teatro Marquina madrileño (1963); París (1965); Ronda, dentro del homenaje a Rilke (1966); La Unión, en el VI Festival del Cante de las Minas.
Durante su vida como bailarina se vio acompañada en determinadas ocasiones por el cantaor Pepe de Algeciras y el guitarrista Ramón de Algeciras, y en otras por el cantaor Ángel Custodio y el tocaor Armando Gordillo. Se retiró de los escenarios pero reapareció en 1986, en la sala madrileña Mayte Commodore. Entre sus publicaciones sobresale el libro de prosa poética Violetas al amanecer.
Como escritora ha publicado Violetas al Amanecer (prologado por José María Pemán) y Canción de Cuna para un Viejo Amor, Madrid, el Barrio de Palacio, Los Secretos del Palacio Real, y las biografías de  Rosalía de Castro, Rosalía, la luz de la Negra Sombra, y de José Padilla (1990).